# Mühlhausen (Oberstadion)
Mühlhausen ist ein Ortsteil der Gemeinde Oberstadion im Alb-Donau-Kreis in Baden-Württemberg. Der Weiler liegt auf der Gemarkung von Mundeldingen. Mühlhausen liegt circa einen Kilometer südöstlich von Oberstadion an der Landstraße 273.

## Geschichte
Der locker bebaute Weiler entstand vermutlich während des älteren Landausbaus. Er kam mit Mundeldingen an die Herren von Stadion.  
Im Zuge der Gemeindegebietsreform in Baden-Württemberg wurde am 1. Januar 1972 Mundeldingen mit dem Ortsteil Mühlhausen nach Oberstadion eingemeindet.